# بواز ميهيل
بواز ميهيل (بالإنجليزية: Boaz Myhill)‏ (مواليد 9 نوفمبر 1982 في موديستو - أمريكا) لاعب كرة قدم ويلزي يلعب حاليا لصالح نادي الدرجة الممتازة برمنغهام سيتي الإنجليزي منذ 2011 في مركز حارس مرمى .

## روابط خارجية
- بواز ميهيل على موقع قاعدة بيانات كرة القدم.إي يو (الإنجليزية)
- بواز ميهيل على موقع ناشيونال فوتبول تيمز (الإنجليزية)
- بواز ميهيل على موقع Soccerbase.com (لاعب) (الإنجليزية)
- بواز ميهيل على موقع Soccerway.com (الإنجليزية)
- بواز ميهيل على موقع عالم كرة القدم.نت (الإنجليزية)
- بواز ميهيل على موقع AS.com (الإسبانية)